# 32152 Hyland
32152 Hyland este o planetă minoră (asteroid), cu un diametru de 8,231 km, din centura de asteroizi. A fost descoperită pe 3 iunie 2000 la Stația Anderson Mesa de Lowell Observatory Near-Earth-Object Search. 
Obiectul prezintă o orbită caracterizată de o semiaxă mare de 2,985168 UAi, o excentricitate de 0,23, o înclinație de 6,5956 ° în raport cu ecliptica.